# Computer Space
Computer Space var det första kommersiella arkadspelet. Det tillverkades 1971 av Nutting Associates. Spelet designades av Nolan Bushnell som året efter grundade Atari.

## Bakgrund
I början av 1970-talet fanns videospel nästan uteslutande när nyheter gick runt bland programmerare och tekniker med tillgång till datorer, främst vid forskningsinstitut och stora företag. Ett av dessa spel var Spacewar !, skapat 1962 för Digital Equipment Corporation (DEC) PDP-1 av Steve Russell och andra i programmeringsgemenskapen vid Massachusetts Institute of Technology. Detta tvåspelarspel får spelarna att delta i en strid mellan två rymdskepp, medan de manövreras på ett tvådimensionellt plan i en stjärnas tyngdkraftsbrunn, mot bakgrund av ett stjärnfält.